# Chinesische Tapete

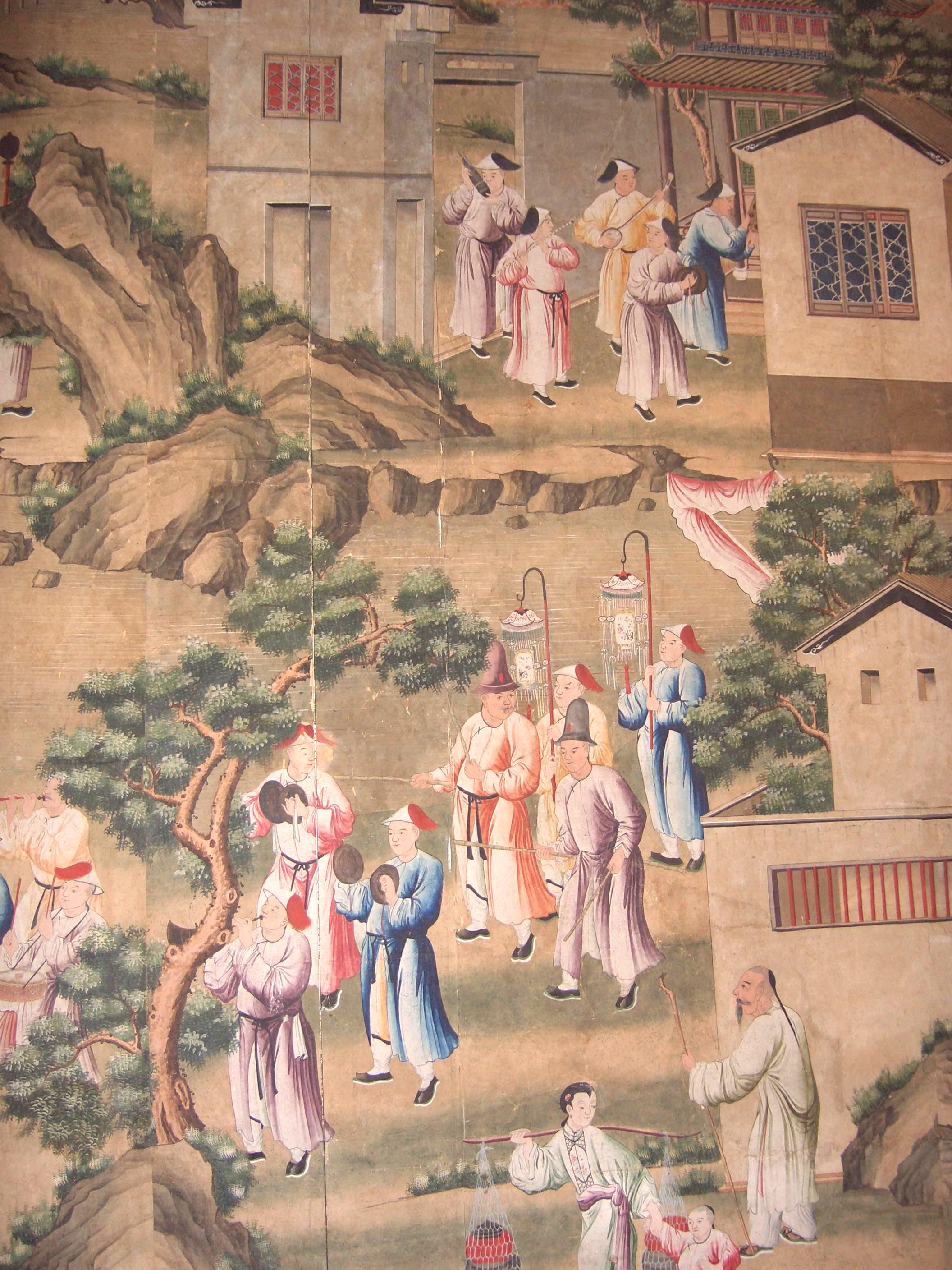
Tapete mit Beerdigungszug (Detail), ca. 1780

Die chinesische Tapete ist die älteste Vertreterin des Genres und wurde zum Vorbild der Tapetenproduktion auf der ganzen Welt.

## Geschichte
Die chinesische Tapete entstand bereits während der Han-Dynastie. Damals bestand sie aus kostbar bestickter Seidenbahn, mit denen der Adel und die Oberschicht die Wände ihrer Paläste verkleideten. Nachdem ca. 100 n. Chr. das Pflanzenfaser-Papier erfunden worden war, setzten sich ab dem 4. Jahrhundert zunehmend auch Papiertapeten durch. Da das chinesische Bambuspapier wenig reißfest ist, musste es vor Verwendung als Tapete auf einen Leinenträger aufgezogen werden.
Während der Song- und Yuan-Zeit erlebten die Papiertapeten ihren Höhepunkt. Damals kamen auf den Tapeten insbesondere Landschaftsdarstellungen in Mode, während sich danach in der Ming-Dynastie verstärkt ornamentale Muster etablierten.
Ab dem 16. Jahrhundert gelangten chinesische Tapeten gemeinsam mit anderen beliebten Exportartikeln nach Europa. Dort kosteten sie noch 1760 etwa siebenmal so viel wie traditionelle Wandbespannungen – der Preis für eine einzige Bahn von ca. 365 × 120 cm entsprach etwa dem Monatsgehalt eines englischen Landgeistlichen. Dementsprechend waren chinesische Tapeten lange Zeit dem Hochadel vorbehalten. Recht bald begann man dann mit der eigenen Produktion von Tapeten, in Deutschland 1638 in Worms und Frankfurt, wobei man teilweise „chinesische Motive“ beibehielt, sie aber relativ frei verarbeitete (Chinoiserien).

## Motive
Während sich die Muster europäischer Tapeten aus der Textilkunst entwickelten, war Vorbild für ihre chinesischen Pendants eher die traditionelle Malerei.

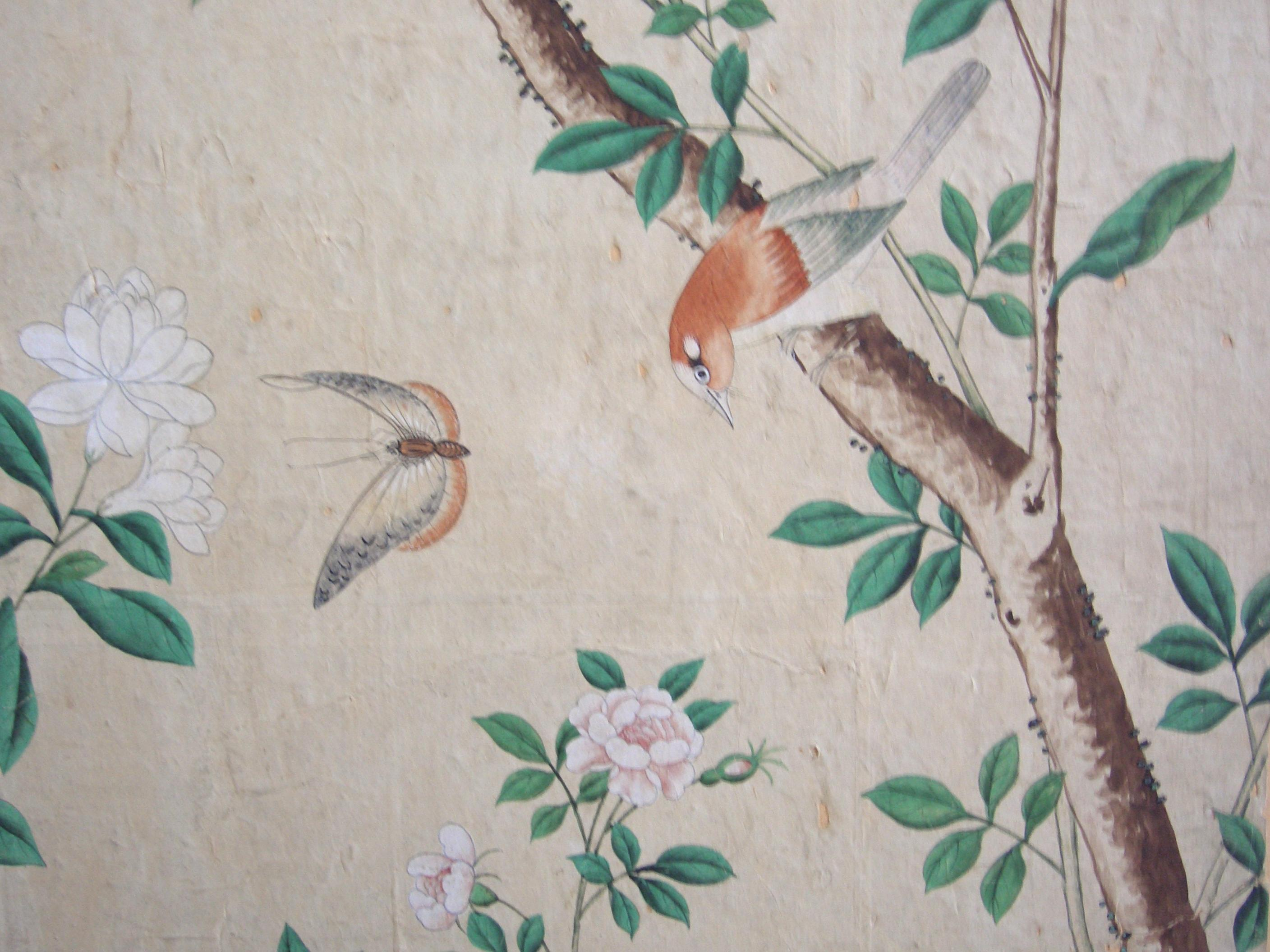
Florale Tapete (Detail), ca. 1780

Ein wichtiger Typus ist die Florale Tapete, die anknüpfend an Maltraditionen der Tang-Zeit von Vögeln und Insekten bevölkerte blühende Bäume und Sträucher zeigen. Die Darstellung erfolgte hierbei stets ausgesprochen naturalistisch; der Botaniker Joseph Banks attestierte ihnen etwa 1771, dass sie ihren Gegenstand genauer wiedergäben als die besten ihm bekannten botanischen Autoren. Häufig dargestellt wurden etwa Kirsch-, Pflaumen-, Granatapfel- oder Litschi-Bäume, Bambus, Oleander und Teesträucher, unter den Blumen Chrysanthemen, Hibiskus, Hortensien und Wasserlilien. Die Vogelwelt ist mit Wachteln, Schwalben, Sperlingen, Meisen, Finken, Amseln, Mandarinenten, Rebhühnern, Elstern und Raben vertreten, aber auch mit exotischeren Arten wie Pfau, Papagei, Kakadu, Eisvogel, Pirol oder Fasan. Dazu kommt eine reiche Vielfalt von Schmetterlingen, Libellen und anderen Insekten. In aller Regel kommt den einzelnen Tieren und Pflanzen Symbolkraft zu, etwa für bestimmte Eigenschaften, Wünsche oder Hoffnungen.

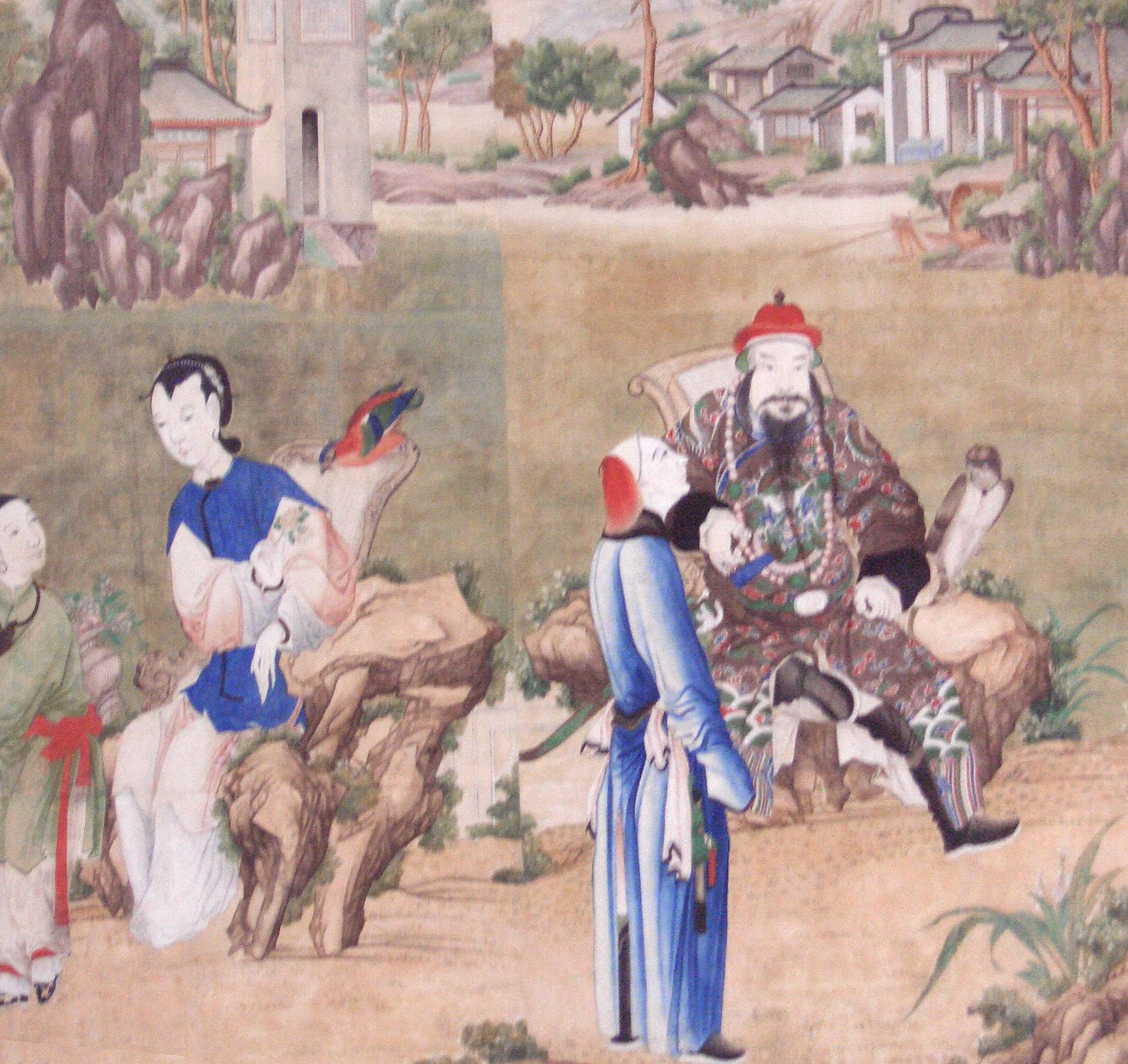
Tapete (Detail), Anfang 18. Jh.

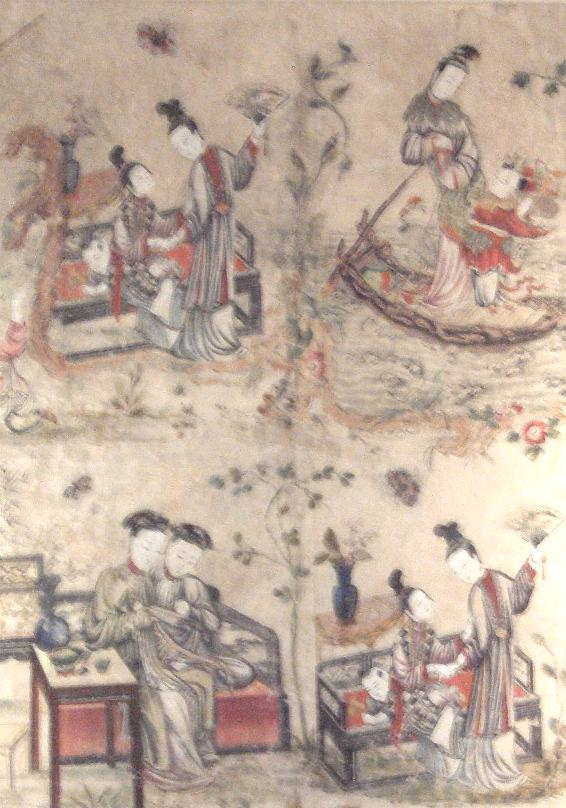
Tapete mit Alltagsszenen, Anfang 18. Jh.

Ebenfalls gerne dargestellt wurden Landschaftsszenen. Ähnlich wie die als Vorbild dienenden Tuschgemälde wird hier aus Bergen, Flüssen und Seen, aus Felsen und Bäumen ein harmonisches, mit den Gesetzen des Kosmos im Einklang stehendes Ganzes geschaffen. Der Mensch und die von ihm geschaffene Welt treten eher zurück: Nur vereinzelt findet sich eingestreut ein Tempel, eine Pagode, ein Kloster, ein einsamer Wanderer oder Fischer. Erkennbare Inspiration ging hier von der daoistischen Lehre aus, wonach der Mensch sich der Natur unterordnen und nicht gegen ihre Prinzipien handeln soll.
Ein dritter großer Themenkreis ist das Alltagsleben der Menschen, das auf den europäischen Betrachter naturgemäß wesentlich exotischer wirkte als auf die Chinesen selbst. Dargestellt wurden etwa Szenen aus dem Leben der Beamten und Kaufleute, das Getriebe auf den Märkten mit Händlern, Kunden, Bettlern und Dieben, die Darbietungen der Gaukler, Akrobaten, Komödianten, Sänger und Wahrsager. Weiter sind Läden, Werkstätten und Schreibstuben zu sehen, Gast-, Tee- und Weinhäuser, Klöster und Bibliotheken, Bordelle und Gefängnisse. Bisweilen wird der Betrachter auch Zeuge von Prozessionen, Hochzeits- und Beerdigungszügen, des Neujahrs-, Laternen- oder Herbstmondfestes, von Beamtenprüfungen, Gerichtsverhandlungen und Hinrichtungen. Häufig wohnt diesem Tapetentyp auch eine belehrend-moralisierende Tendenz inne, indem dem Betrachter etwa Beispiele für vorbildliche Kindespietät oder die korrekte Beachtung der Riten vor Augen geführt werden.
Weitere Themen chinesischer Tapeten waren historische Ereignisse, etwa die Heldentaten der Generäle aus der Zeit der Drei Reiche, Szenen aus klassischen Romanen und Erzählungen wie Die Reise nach dem Westen sowie Märchen, Mythen und Legenden.

## Bedeutende chinesische Tapeten in Deutschland

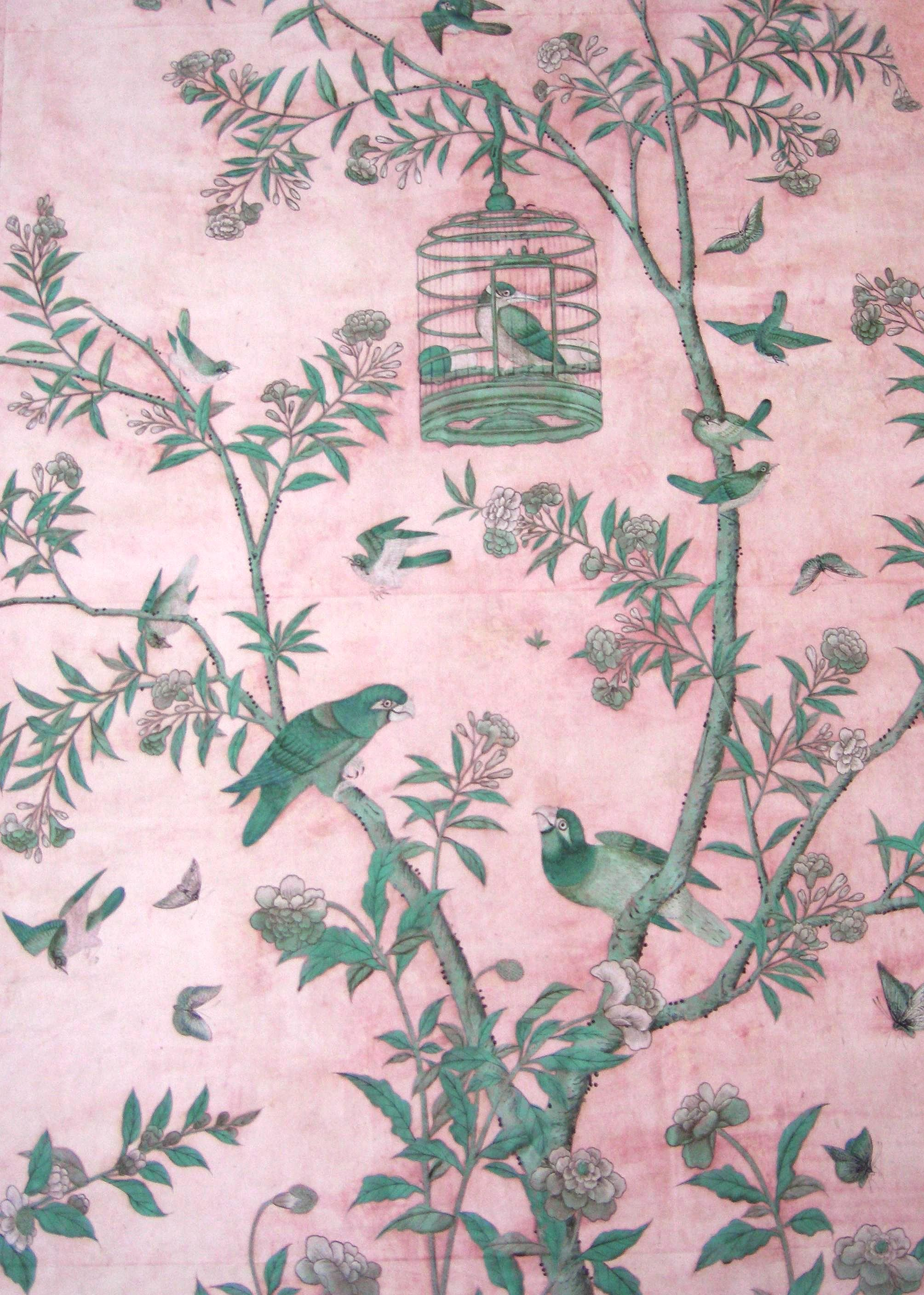
Florale Tapete auf der Badenburg, München

Im Deutschen Tapetenmuseum in Kassel befindet sich eine mehrbahnige Tapete, die einen kompletten Beerdigungszug mit Seelentafel-, Ehrenzeichen- und Sargträgern, diversen Musikantengruppen, buddhistischen und daoistischen Mönchen, einem kaiserlichen Gesandten sowie Freudenmädchen und Gefängnisinsassen darstellt. Eine weitere Tapete zeigt eine Palastszene, daneben gibt es noch eine florale Tapete. Eine kleine Sopraporte zeigt ein von zwei Meisen beobachtetes Mandarin-Entenpaar. Des Weiteren gibt es noch eine in Europa gefertigte Chinoiserie-Tapete, auf der „chinesische“ Bräuche und Riten zu sehen sind.
Daneben gibt oder gab es chinesische Tapeten in zahlreichen deutschen Schlössern. Zu nennen sind etwa Charlottenburg, Freienwalde, Paretz, Wörlitz, Oranienbaum, Rheinsberg, Oranienburg, die Hallenburg in Schlitz (Vogelsbergkreis), Hohhaus, weiter Werneck, Veitshöchheim, Schwetzingen, Sünching, München-Nymphenburg und Wilhelmstal.
1992 wurde in Schloss Seehof bei Bamberg von vier chinesischen Restauratoren der Universität Peking eine verlorengegangene sogenannte „Pekingtapete“ der 1760er Jahre vor Ort mit den entsprechenden Materialien und Techniken im Auftrag des Bayerischen Landesamtes für Denkmalpflege rekonstruiert.